# Ate de Jong

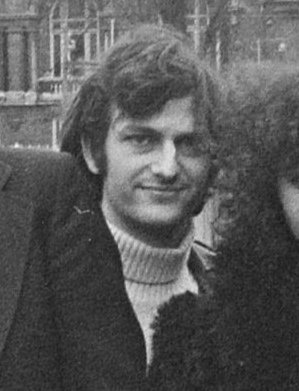
Ate de Jong

Ate de Jong (* 1953 in Aardenburg) ist ein niederländischer Filmregisseur, Drehbuchautor und Filmproduzent.

## Werdegang
Ate de Jong studierte von 1970 bis 1974 an der Amsterdamer Filmakademie. Zwei Jahre später debütierte er mit dem Spielfilm Alle dagen feest (1976) als Regisseur; weitere sechs Kinofilme folgten, als er 1986 nach Hollywood zog, wo er einige Episoden der US-amerikanischen Kultserie Miami Vice inszenierte. In den Vereinigten Staaten realisierte er zudem zwei Kinofilme – Highway zur Hölle und Mein böser Freund Fred.
Anfang der 1990er Jahre kehrte Ate de Jong nach Europa zurück und ließ sich in London nieder. Seitdem arbeitet er vor allem für europäische Koproduktionen wie All Men Are Mortal, aber auch für deutsche und niederländische Fernsehproduktionen.
1998 gründete er gemeinsam mit Jeroen Krabbé und Edwin de Vries die Produktionsgesellschaft Mulholland Pictures, für die er seitdem als Filmschaffender arbeitet.

## Filmografie (Auswahl)
- 1976: Alle dagen feest
- 1977: Blindgänger (Blindgangers)
- 1978: Dag dokter
- 1980: Bekende gezichten, gemengde gevoelens
- 1981: Der Flug der Regenvögel (Een vlucht regenwulpen)[1] (Verfilmung des gleichnamigen Romans von Maarten ’t Hart)
- 1986: Im Schatten des Sieges (In de schaduw van de overwinning)
- 1991: Highway zur Hölle (Highway to Hell)
- 1991: Mein böser Freund Fred (Drop Dead Fred)
- 1995: All Men Are Mortal
- 1996: Wenn ich nicht mehr lebe
- 1997: Wenn der Präsident 2x klingelt
- 2002: Fogbound
- 2010: Two Eyes Staring (Zwart water)
- 2011: Ek lief jou
- 2012: Het bombardement
- 2014: Gefesselt – Liebe. Ehre. Gehorsam. (Deadly Virtues: Love.Honour.Obey.)